# Revolució del Petroli
La Revolució del Petroli o Desfeta del Petroli fou un aixecament revolucionari anarcosindicalista que succeí a Alcoi el juliol de 1873 en el marc dels moviments cantonals. El nom prové del fet que les masses, enfurides, duien com a estendards grans torxes untades amb petroli, o probablement algun altre carburant derivat del petroli, i durant uns dies, segons les diverses fonts, tota la ciutat feia olor de petroli.

## Esdeveniments
Durant la Primera República, Alcoi fou una de les poques ciutats on la Revolució Industrial havia quallat. Alcoi era una ciutat proletària, tant o més industrialitzada del que ho és en l'actualitat. De fet, Alcoi començà a ser coneguda per aquella època com «la petita Barcelona», tant pel seu naixent moviment obrer, fortament reivindicatiu, com per la proliferació de les diferents indústries.

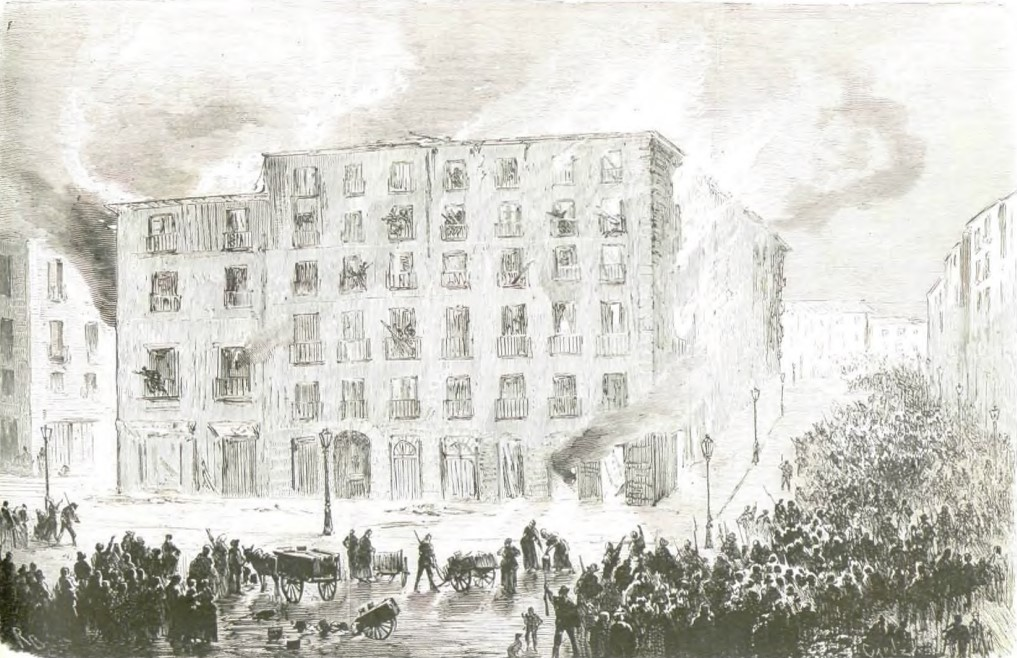
Incendi pels petrolers de l'illa de cases del carrer del Mercat

Durant aquella època, algunes revolucions proletàries en el marc del moviment cantonalista anaven sorgint arreu de l'estat espanyol, però al capdavant d'aquestes estigué la Revolució del Petroli, unes jornades sagnants en les quals els obrers arribaren a dominar la ciutat el juliol del 1873 en el decurs d'una vaga general que es convertí en un veritable motí contra l'alcalde republicà Agustí Albors i Blanes, conegut com el Pelletes. Durant la insurrecció, Albors fou assassinat i s'arrossegà el seu cos per tota la ciutat; a més, es passejà el seu penis com a símbol de triomf. També s'empresonà la resta de la corporació municipal al mateix ajuntament.
La ciutat fou governada del 9 al 13 de juliol per un Comitè de Salut Pública revolucionari presidit per Severí Albarracín. Els revolucionaris reivindicaren una sèrie de millores salarials i una reducció de la jornada laboral. Finalment, la revolta acabà amb la intervenció de l'exèrcit amb l'ocupació militar de la ciutat acompanyada de dures represàlies per als revolucionaris i pràcticament cap millora per a la classe treballadora. Foren jutjats més de 600 obrers, fins i tot menors entre 12 i 17 anys. Molts dels jutjats foren condemnats a penes de mort.

## Conseqüències
Aquests fets van trencar la col·laboració entre republicans i anarquistes, i serviren als marxistes per criticar la suposada incapacitat dels anarquistes, segons ells, per dirigir el moviment obrer. A partir d'aquest moment, part de la classe treballadora començà a autorganitzar-se amb l'ajuda de certes faccions de l'Església catòlica. S'hi crearen diferents organismes i institucions pro-proletàries, així com escoles professionals (els Salesians), cercles d'obrers catòlics, mútues laborals, caixes d'estalvis (el Mont de Pietat, 1875), sindicats, etc. Alcoi fou el primer lloc de l'estat on s'establí la Primera Internacional dels Treballadors (AIT), poc després de la Revolució del Petroli, i la tendència ideològica del moviment obrer continuà essent anarcosindicalista, encara que, durant uns anys, fou l'església la intermediària entre la classe treballadora i els «amos». L'església també ajudà i promogué decididament a l'establiment de les primeres mútues laborals, les caixes d'estalvi i les escoles laborals, les quals encara perduren en l'actualitat.

## Cultura popular
L'escriptora Isabel-Clara Simó a la seva novel·la Júlia (1983) narra la història de Júlia, una noia que es veu obligada a treballar en una fàbrica tèxtil d'Alcoi després de morir el seu pare a presó a causa d'haver participat com a obrer a la Revolució del Petroli.